# Broughtonia cubensis
Broughtonia cubensis là một loài thực vật có hoa trong họ Lan. Loài này được (Lindl.) Cogn. mô tả khoa học đầu tiên năm 1910.